# Biosphärenreservat Hamburgisches Wattenmeer

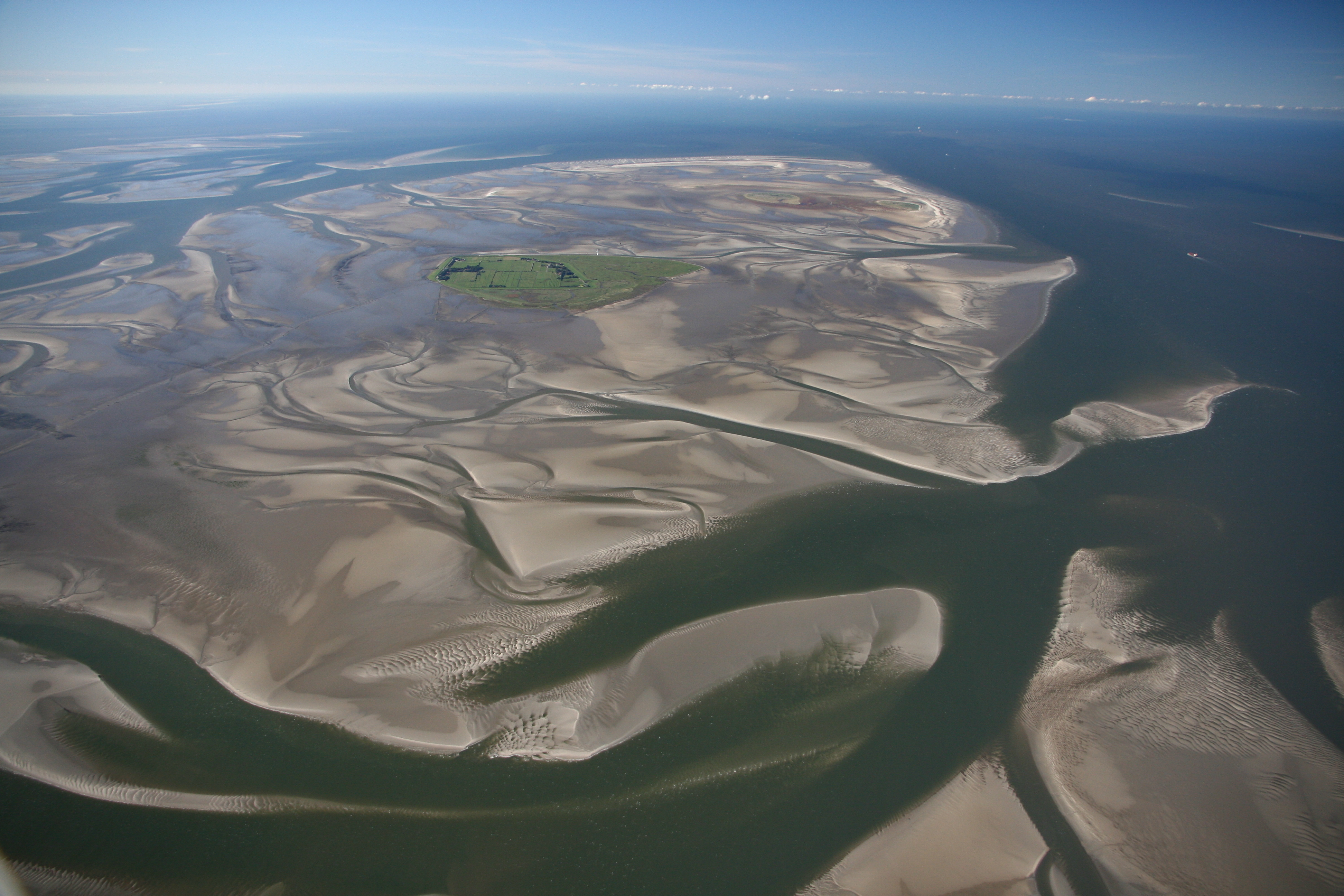
Die Inseln und Watten um Neuwerk

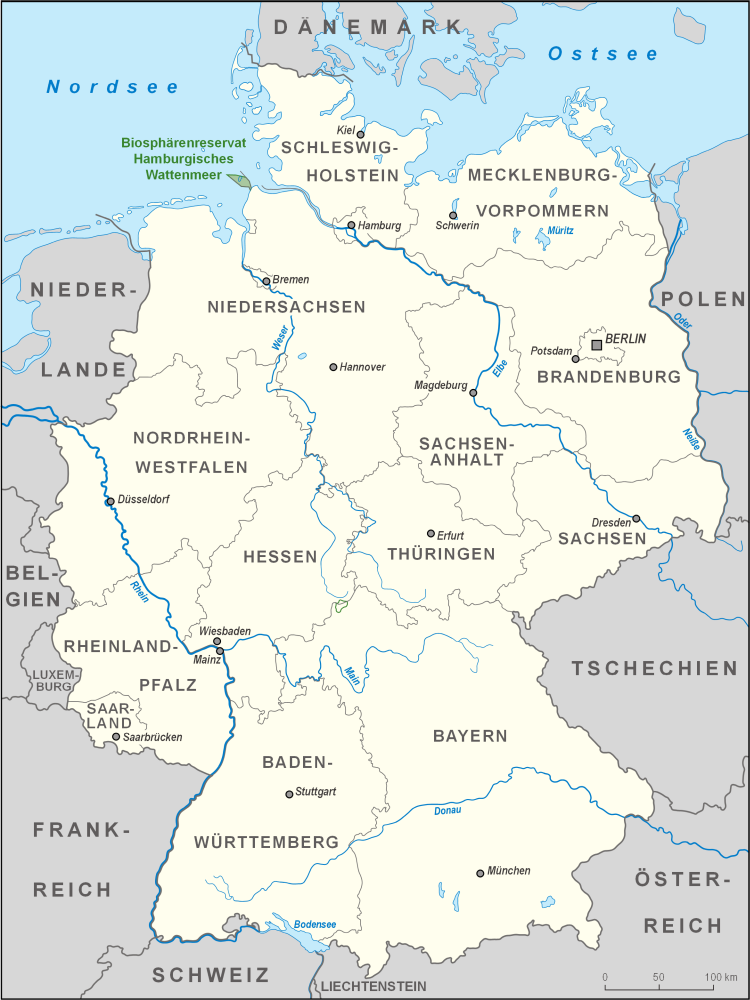
Lage des Biosphärenreservats Hamburgisches Wattenmeer

Das Biosphärenreservat Hamburgisches Wattenmeer zwischen Elb- und Wesermündung ist Deutschlands kleinstes Biosphärenreservat. Es wurde 1992 von der UNESCO im Rahmen ihres Programms man and biosphere (MAB) als Biosphärenreservat anerkannt und entspricht flächenmäßig und bezüglich der Schutzziele dem Nationalpark Hamburgisches Wattenmeer.
Im Rahmen des Biosphärenreservats wird nachhaltiges Wirtschaften des Menschen im Einklang mit der Natur gefördert und erprobt und folgende Ziele verfolgt:
- Erhaltung der biologische Vielfalt
- Förderung nachhaltiger Nutzungsweisen
- Schützen der historischen Kulturlandschaft